# Kirche Sta. Maria Assunta Calanca

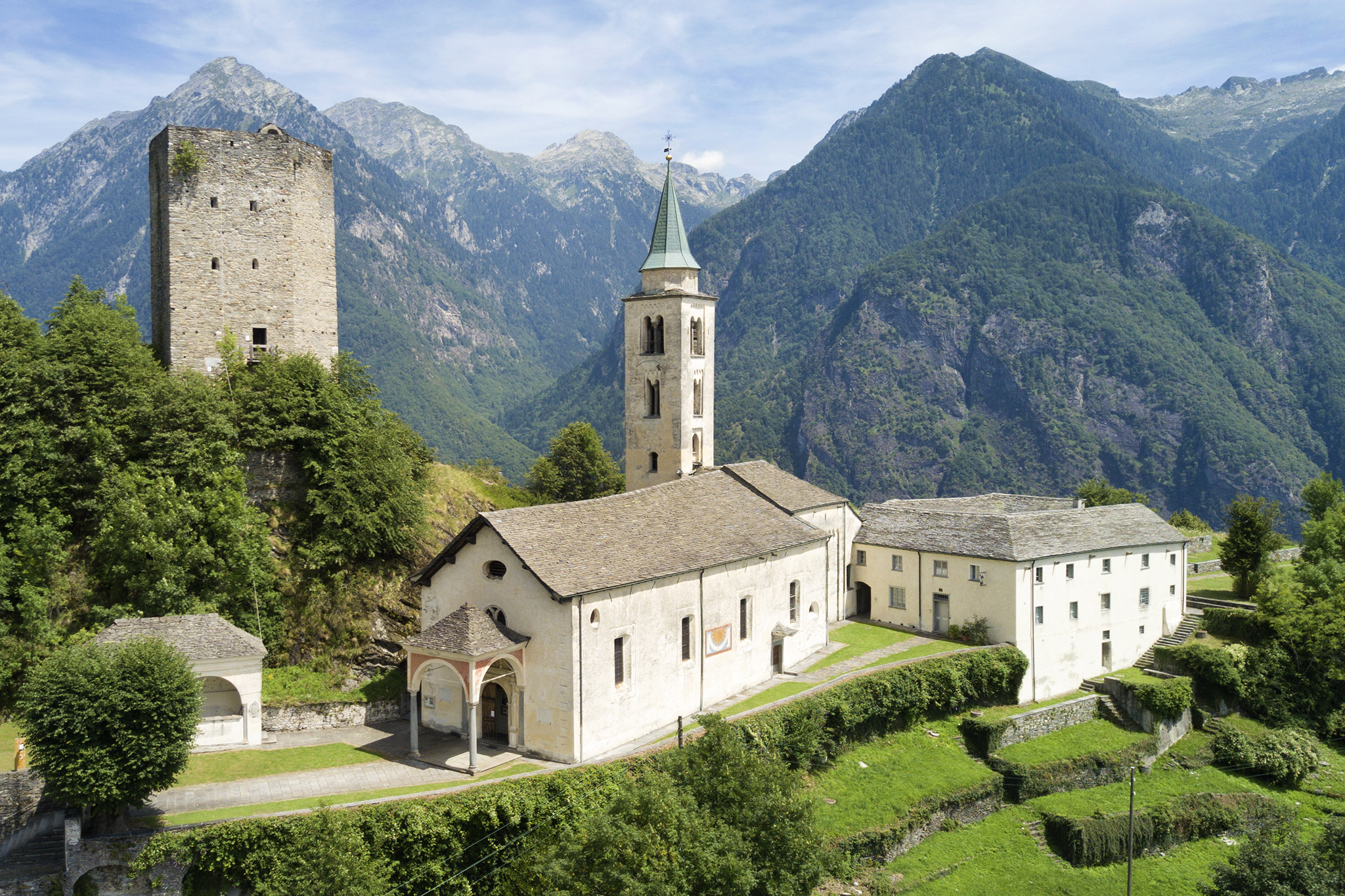
Sta. Maria Assunta

Die katholische Pfarrkirche Sta. Maria Assunta  steht in einmaliger Aussichtslage auf einem Hügel vor dem Dorf Santa Maria in Calanca im Calancatal Kanton Graubünden. Oberhalb der Kirche steht auf einem Felsen der Turm von Sta. Maria in Calanca.

## Geschichte
Obwohl die Kirche erst 1219 in einer Stiftungsurkunde von Heinrich von Sax erstmals genannt wird, gehen ein oder mehrere Vorgängerbauten ins 1. Jahrtausend zurück. 1385 und 1416 erfolgten Neuweihen. 1606 wurde das Schiff auf den heutigen Zustand ausgebaut, 1618 wurde die Empore erstellt. 1628 bemalte Alessandro Gorla den Chor und brachte die Stuckverzierungen an.

## Bau

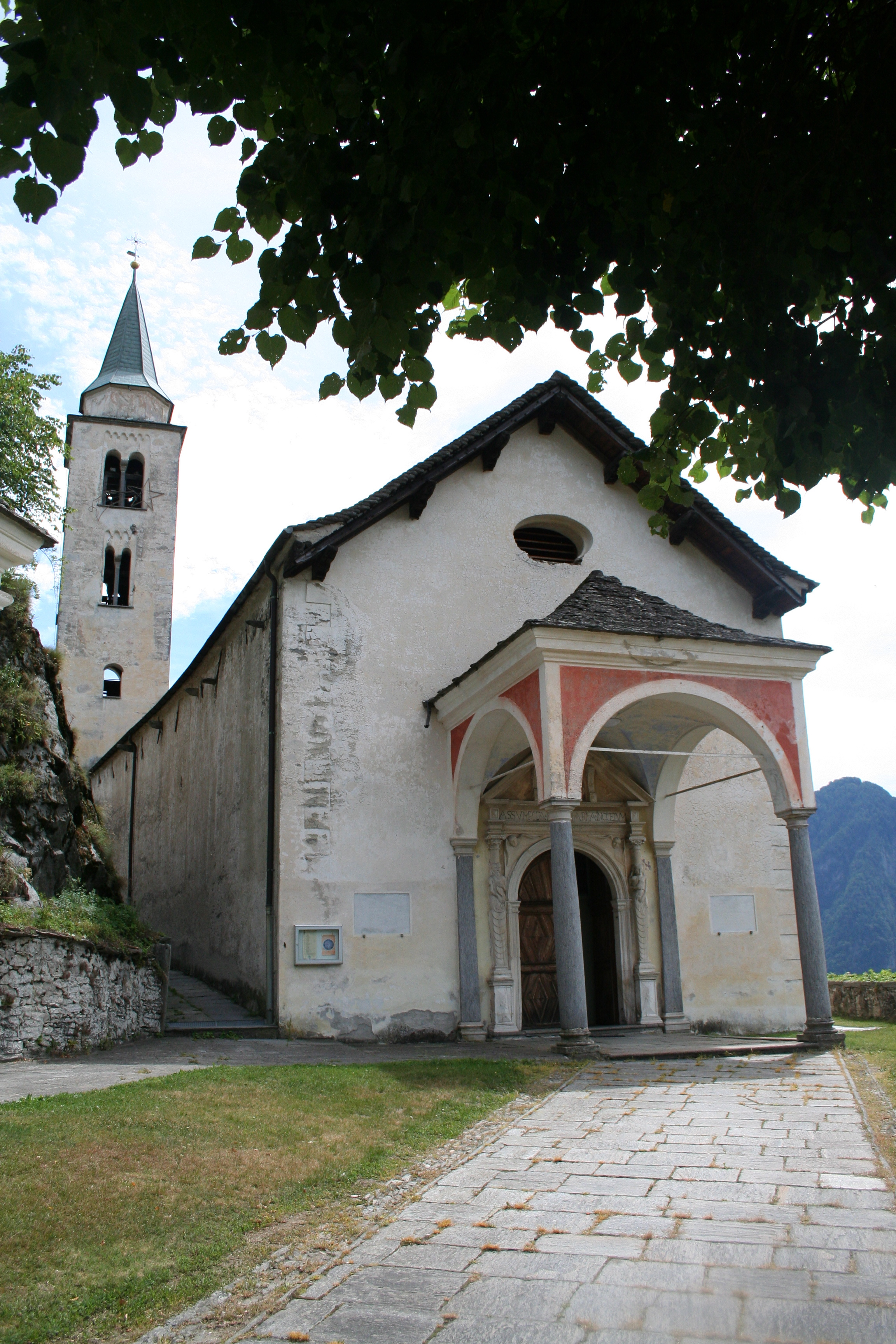
Kirche Sta. Maria Assunta

Dadurch, dass das Schiff (27 Meter Länge, 9 Meter vordere Breite) bei der Eingangsseite 3 Meter schmaler ist als beim Chor, ergibt sich ein perspektivischer Effekt. Es ist mit einer flachen hölzernen Kassettendecke gedeckt; der quadratische Chor trägt ein Kreuzgratgewölbe. Vermauerte Spitzbogenfenster an der Nordseite belegen sein gotisches Mauerwerk. Der gotische Turm mit Blendnischen und Spitzbogenfriesen steht an der Nordseite. Die toskanische Vorhalle stammt aus der 2. Hälfte des 17. Jahrhunderts; das rundbogige Steinportal wurde 1606 von Giovanni Andrioli geschaffen.
|  |  |

## Inneres
Die reichbemalte Renaissancekassettendecke mit geschnitzten Rosetten stammt aus der Zeit um 1606. Die Chordecke und die gemauerten Baldachine über den beiden Seitenaltären wurden um 1626 von einem Misoxer Meister stuckiert und bemalt. Die auf den Gesimsen sitzenden Putten tragen die Wappen von Calanca, des Grauen Bundes, Grono und San Vittore GR. Die Malereien von 1628 stammen von Alessandro Gorla aus Bellinzona. An den Längswänden des Schiffs finden sich Reste eines spätgotischen Wandgemälde vom Ende des 15. Jahrhunderts. Es zeigt das Abendmahl und Mariä Himmelfahrt.
Die Empore über Kreuzgewölben wurde 1618 von Giovanni Andriolo und Antonio Maffero erstellt. Agostino Duso schuf 1727 das Wandgemälde darüber, das Bild De Julianis von Roveredo 1686 die Taufe Christi darunter.
|  |  |

## Ausstattung

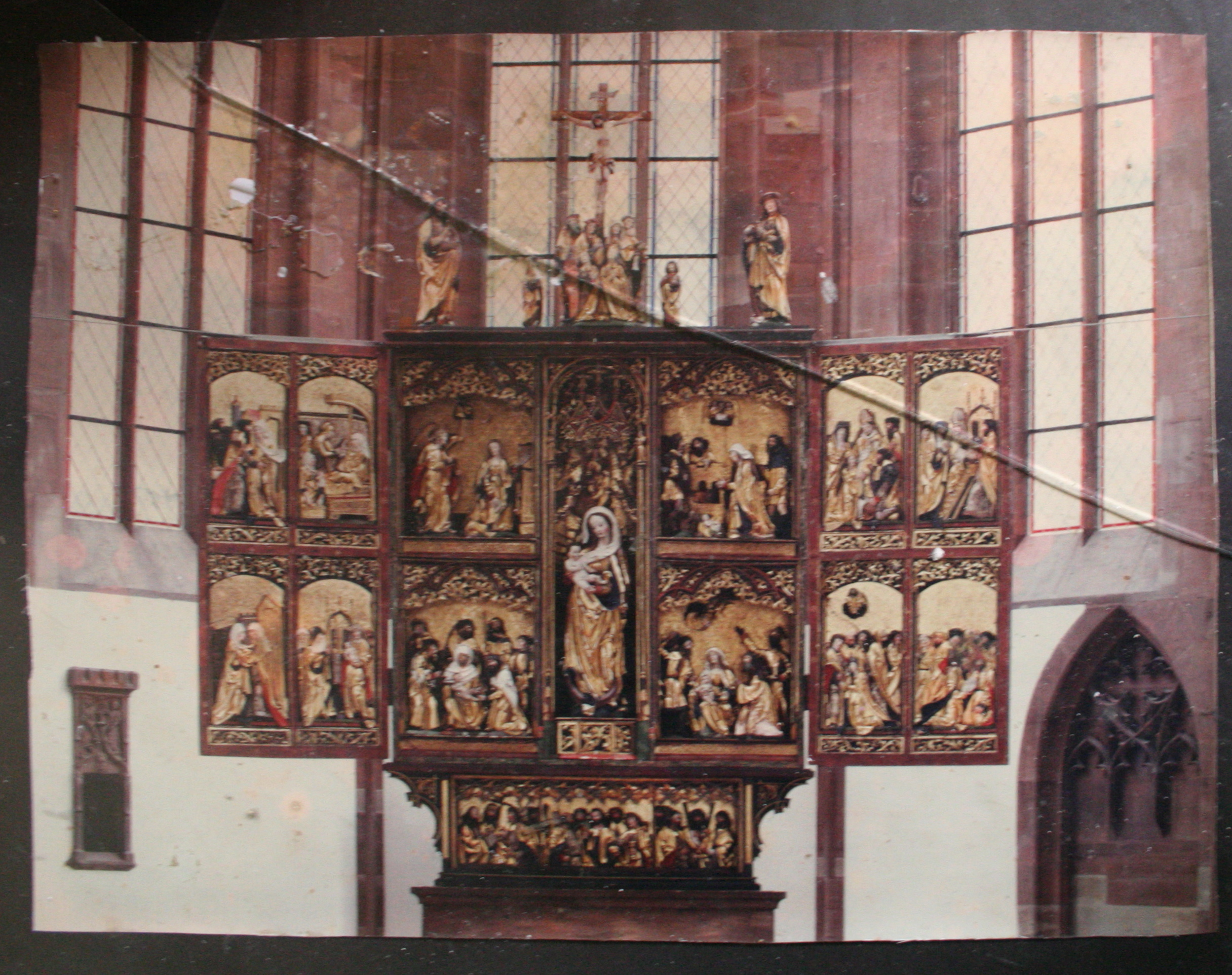
Strigelaltar

Im hölzernen, reich vergoldeten Hochaltar von 1724 steht eine bekleidete Madonnenfigur mit Jesuskind. Ein grosser Flügelaltar des oberschwäbischen Künstlers Ivo Strigel aus dem Jahr 1512 wurde 1887 nach Basel verkauft und steht seit 1894 im Chor der Barfüsserkirche im Historischen Museum.
Im zweigeschossigen südlichen Rosenkranzaltar von 1512 aus der Werkstatt Christoph Schneller haben sich noch drei Figuren vermutlich aus der Werkstatt Strigels erhalten: Sebastian, Maria und Rochus. Im nördlichen Kreuzaltar hängt ein Kruzifix aus dem Anfang des 18. Jahrhunderts.
An den Längswänden des Schiffes stehen vier weitere Altäre. Der älteste ist der Lazarusaltar auf der Südseite aus der Zeit des Frühbarock. Das Gemälde von 1646 stammt von Georg Wilhelm Graesner; es ist sein erstes nachgewiesenes Werk. Daneben steht ein Antoniusaltar von G. D. Waser aus Roveredo von 1734. An der Nordwand steht ein Hochbarock-Franziskusaltar mit Stuckaufbau von 1684, daneben ein Säulenretabel von 1851.
Die Kanzel mit posaunenblasenden Engeln und Kapuzineremblemen stammt aus dem Jahr 1650. Die drei grossformatigen Gemälde – Schlacht bei Lepanto, Pestbild, Erteilung des Portiuncula – Ablasses stammen ebenfalls von Graesner. Der Taufstein aus Marmor mit sechseckigem tempelförmigem Holzaufsatz ist aus dem Jahr 1610.

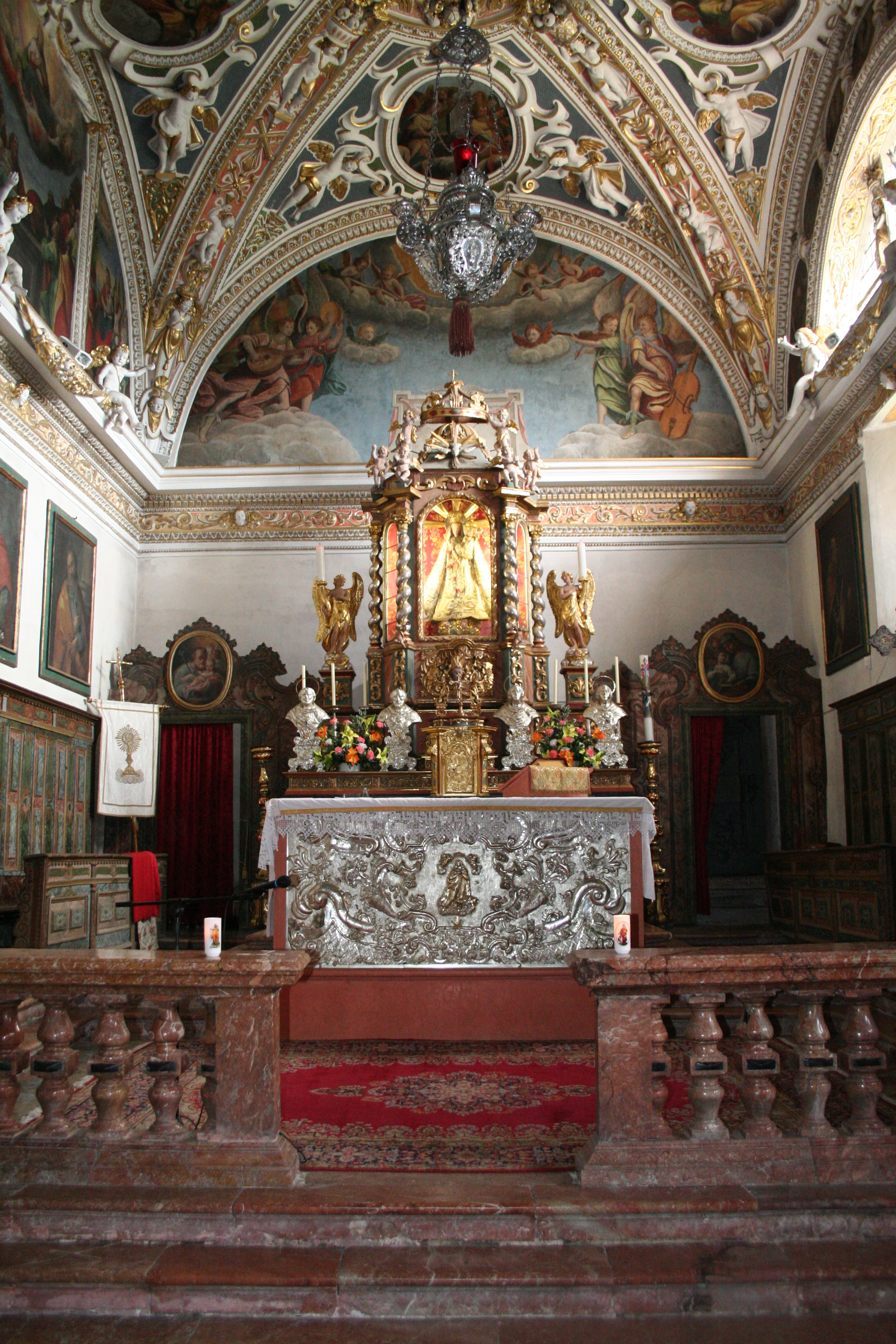
Hochaltar
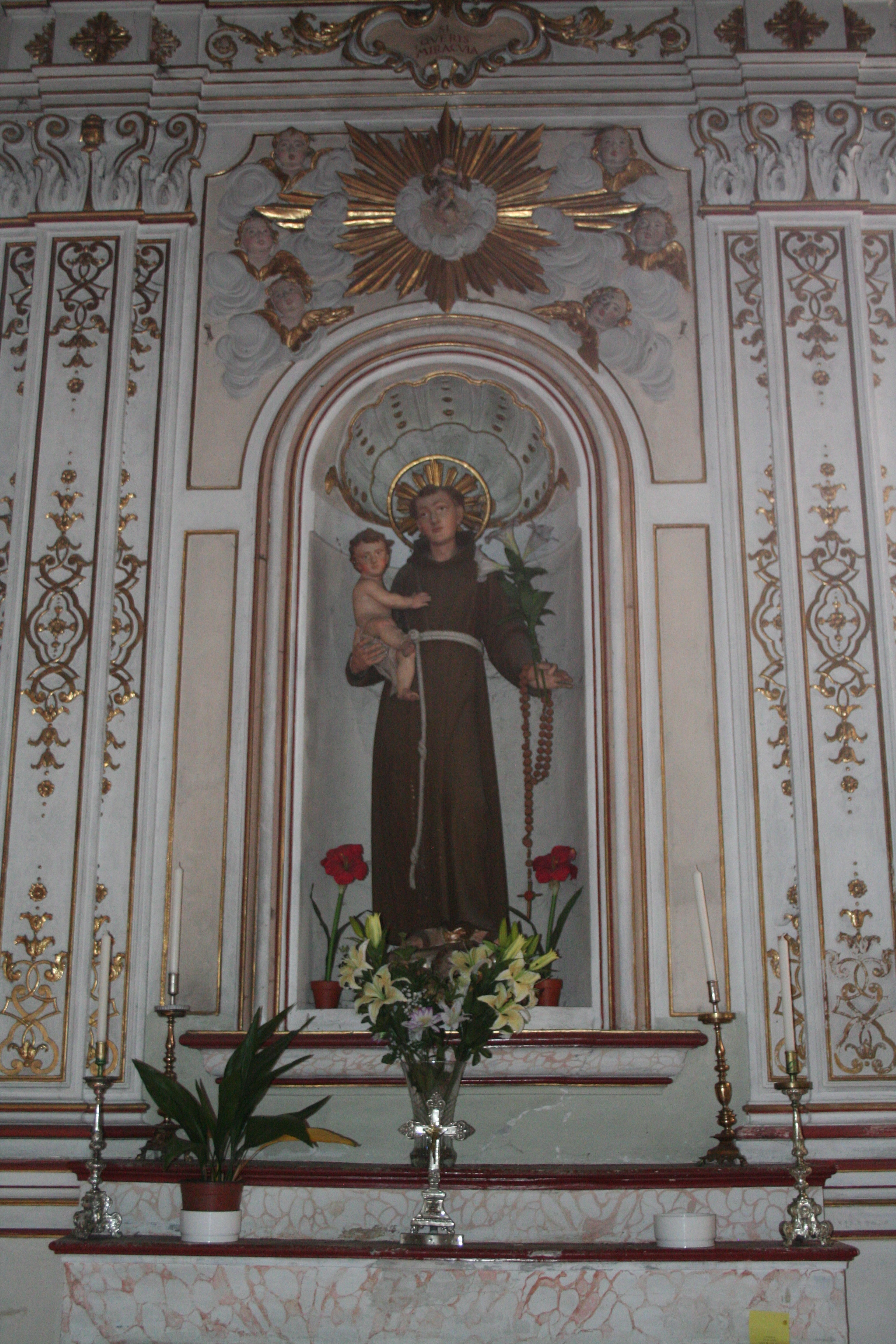
Antoniusaltar
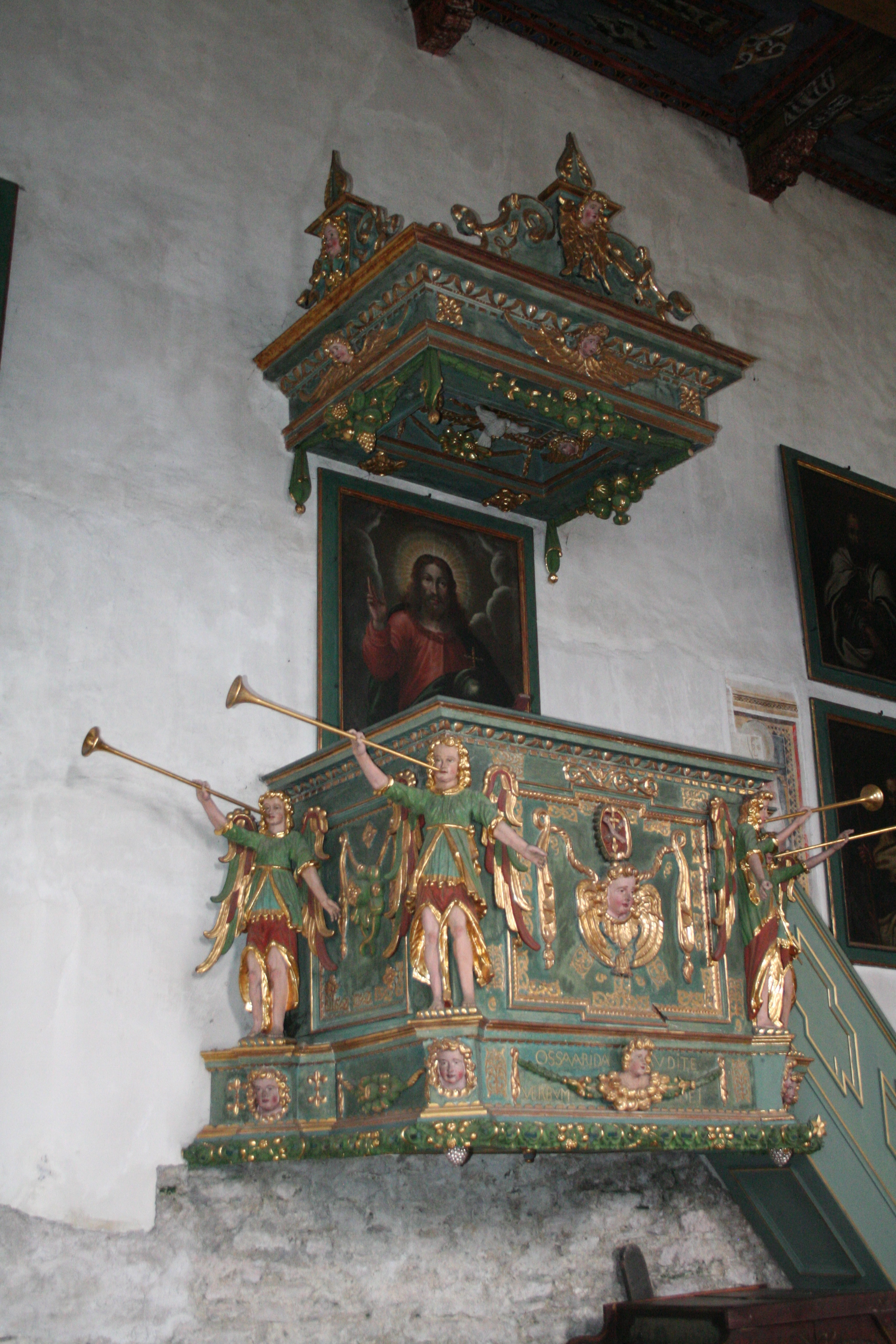
Kanzel
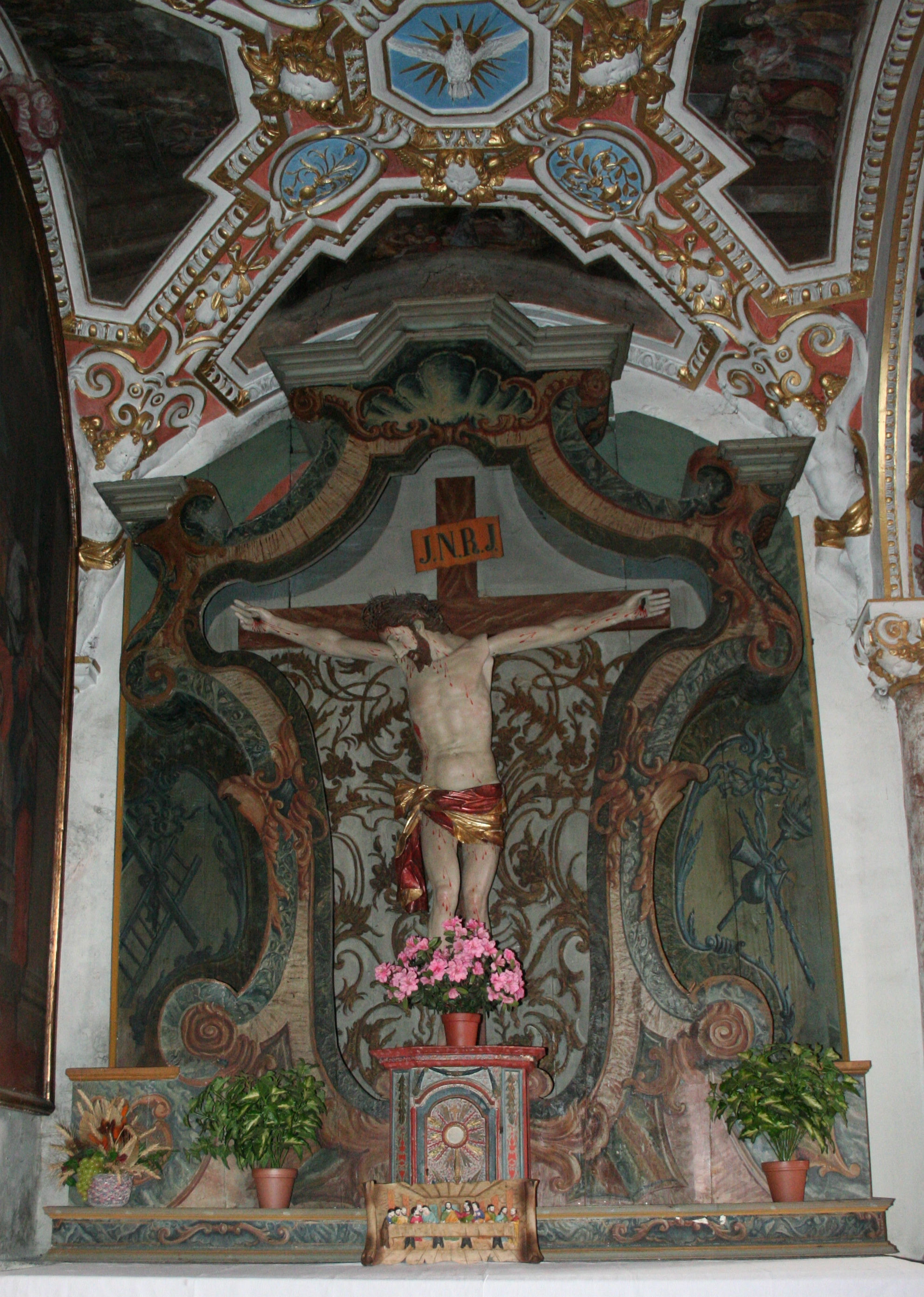
Kruzifix

## Beinhaus

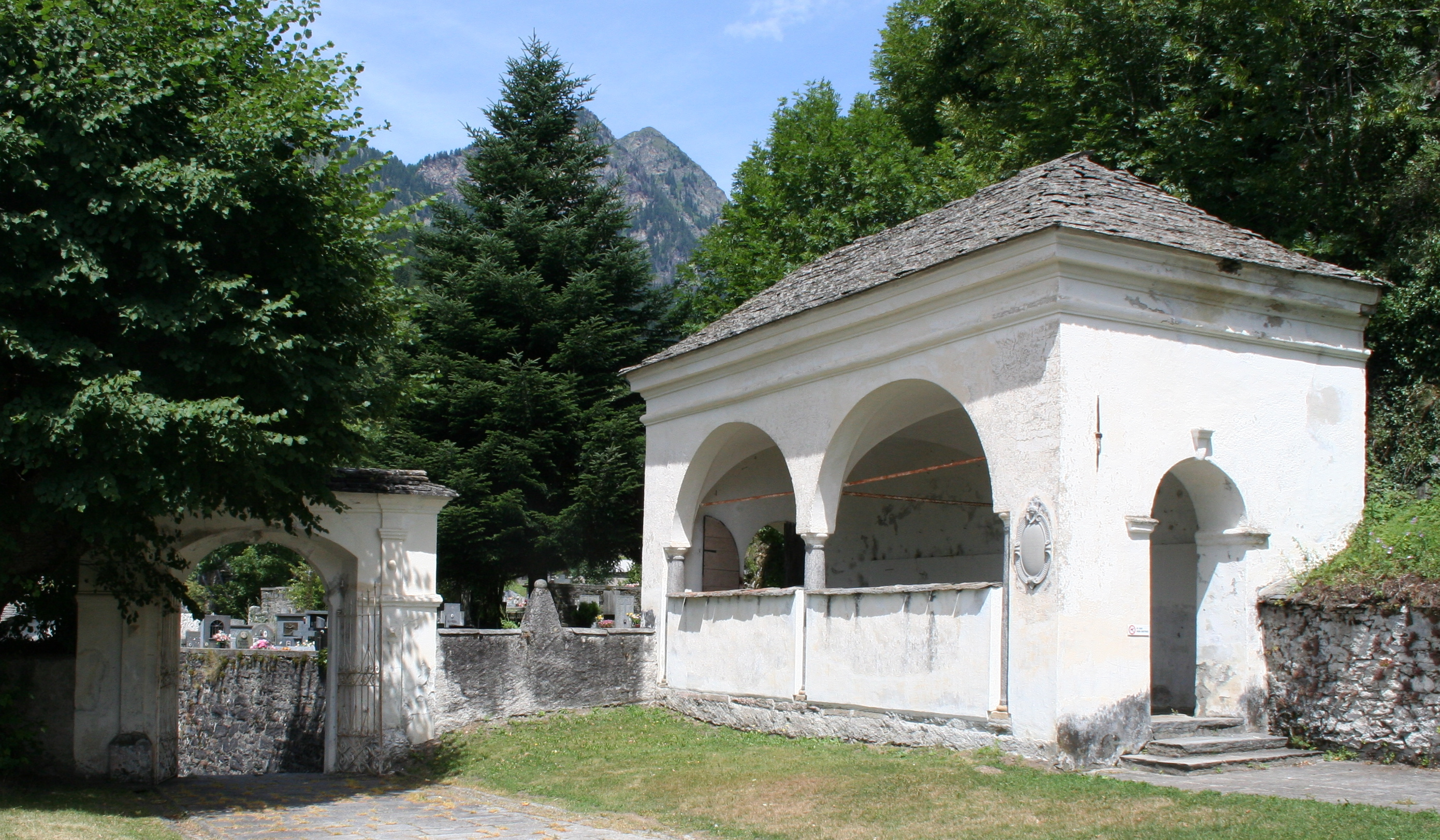
Beinhaus

Links vor dem Kircheneingang steht das loggiaartige Beinhaus mit Kreuzgewölben aus der zweiten Hälfte des 17. Jahrhunderts.